# Aquilaria brachyantha
Aquilaria brachyantha är en tibastväxtart som beskrevs av H. Hallier. Aquilaria brachyantha ingår i släktet Aquilaria och familjen tibastväxter. Inga underarter finns listade i Catalogue of Life.